# 虚拟接地
虚拟接地（英語：Virtual ground），是指电路中保持恒定参考电位的节点，尽管它并未直接连接到“实际接地”（real grounds）参考电位。在有的情况中，参考电位被认为是那个电路的地端，因此上述的这个节点也被称作“虚地”。
在运算放大器和其他一些电路中，虚拟接地的概念常被用来帮助人们进行电路分析。如果使用其他方法来分析，常常会遇到困难。
在电路理论中，某个节点可能具有某个特定的电流或者电压值。虚拟接地在电流处理能力以及阻抗方面可能有一些负面作用。

## 构建虚拟接地的方法
利用两个电阻器，可以构成一个分压器，它可以被用于创建一个虚拟接地节点。如果两个电压源通过两个电阻进行串联，两电阻的阻值与电压满足如下关系，则两个电阻中间点成为一个虚拟接地：
{\displaystyle {\frac {V_{out}}{V_{in}}}=-{\frac {R_{f}}{R_{in}}}}

负反馈运算放大器电路，會將負端的輸入視為虚拟接地

一个有源的虚拟接地电路有时被称作是“分幅器”（rail splitter）。这样的电路通常是使用一个运算放大器或其他类似的具有一定增益的电路元件。由于运算放大器具有非常大的开环增益，因此当使用右图所示的反馈网路之后，其两个输入端之间的电位趋近于零。为了在输出端获得合适的电压，从而使系统在稳定的状态工作，输出端通过反馈网络将输出电压提供给反相输入端，这样就可以让两个输入端之间的电位差非常小，接近几个微伏。由于同相输入端直接接地，尽管反相输入端没有直接接地，它也会呈现与同相输入端十分接近的电位（接地），这就是“虚拟接地”，简称“虚地”。

## 应用
电压的定义为某一点与参考点之间的电位差。为了在考虑某一点的电压（电位差）时的方便，必须将其参考位置的节点接地。通常，电源两端的电压差为恒定值，其中较低电位的一端可以被用于电路的一个地端，即“实地”。如果没有这样的实地，或者在电路连接上不方便，那么可以利用具有相对于电源终端有恒定电位差的外部电路节点作为“虚拟地”，但是前提是这一点的电位在负载情况变化时必须保持恒定。